# Lee Sung-yong
Lee Sung-yong (kor. 이성용; * 16. Januar 1988) ist ein südkoreanischer Fußballspieler.

## Karriere
Lee Sung-yong erlernte das Fußballspielen in den südkoreanischen Schulmannschaften der Yuljeon Elementary School, Yuljeon Middle School und der Geoje High School, in der Jugendmannschaft des brasilianischen Vereins Águas de Lindóia EC, sowie in der Universitätsmannschaft der Ajou University. Seinen ersten Vertrag unterschrieb er 2011 bei Incheon United. Der Verein aus Incheon spielte in der ersten südkoreanischen Liga, der K League. 2012 ging er nach Indonesien. Hier spielte er für die Erstligisten PSAP Sigli und Persiram Raja Ampat. Nach Thailand zog es ihn 2014. Hier stand er die Hinserie für PTT Rayong FC auf dem Spielfeld. Der Verein aus Rayong spielte in der ersten Liga des Landes, der Thai Premier League. Für PTT absolvierte er 2014 vier Erstligaspiele. Wo er seit Mitte 2014 spielte, ist unbekannt.